# Anta, Indien
Anta är en ort i Indien.   Den ligger i distriktet Baran och delstaten Rajasthan, i den centrala delen av landet, 400 km söder om huvudstaden New Delhi. Anta ligger 249 meter över havet och antalet invånare är 30 598.
Terrängen runt Anta är platt. Runt Anta är det ganska tätbefolkat, med 207 invånare per kvadratkilometer. Det finns inga andra samhällen i närheten. Trakten runt Anta består till största delen av jordbruksmark.